# Кузьмичи (Амурская область)
Кузьмичи́ — село в Ромненском районе Амурской области, Россия. Входит в Знаменский сельсовет.

## География
Село Кузьмичи стоит на левом берегу реки Белая (левый приток реки Зея), напротив административного центра Знаменского сельсовета села Знаменка.
Село Кузьмичи расположено к юго-западу от районного центра Ромненского района села Ромны, автомобильная дорога идёт через Знаменку, Святоруссовку и Любимое, расстояние до райцентра — 26 км.

## Население
| 2002 | 2010 | 2012 | 2013 | 2014 | 2015 | 2016 |
| ---- | ---- | ---- | ---- | ---- | ---- | ---- |
| 111  | ↘41  | ↘38  | ↗42  | ↗46  | ↗47  | ↘45  |
| 2017 | 2018 |      |      |      |      |      |
| ↘39  | ↘37  |      |      |      |      |      |